# Сімадзу Такахіса
Сімадзу Такахіса (*島津 貴久, 28 травня 1514  —15 липня 1571) — даймьо провінції Сацума.

## Життєпис
Походив з самурайського роду Мімасака-Сімадзу, гілки клану Сімадзу. Син Сімадзу Тадайосі. Народився 1514 року. 1526 року його всиновлено головою клану Сімадзу — Сімадзу Кацухіса. Того ж року проти останнього повстав Сімадзу Санесіха, й Кацухіса зрікся влади на користь Сімадзу Такахіси.
Розпочав низку військових кампаній з метою повного захоплення провінцій Сацума, Хюґа і Осумі. До 1536 року захопив район навколо Кагосіми, продовжуючи розширяти володіння.
Згодом втсноавив дипломатичні та торговельні стосунки з ванством Рюкю. Через останнє встановив торговельні стосунки з династією Мін, що тоді панувала в Китаї (прямі контакти тоді було заборонено). Вважається, що саме Такахіса і його контактам з Китаєм японці «зобов'язані» появою в Японії тарганів.
У 1543 році встановив стосунки з португальцями, що висадилися біля Танагасіми. 1549 року вітав Франциска Ксав'єра, надавши права місіонерам, зокрема єзуїтам для проповідування християнства у своїх володіннях, але згодом під тиском буддистських монастирів скасував цей дозвіл. Першим став застосовувати у своїх військах вогнепальну зброю європейського виробництва. 1549 року вперше її застосував при захопленні фортеці Кадзікі.
У своїх наступних військових кампаніях Сімадзу Такахіса ставив обмежені цілі, але результати дозволили закласти міцний фундамент. Протягом кількох наступних років територія володінь Сімадзу поступово розширялася, обростаючи все новими і новими фортецями.
У 1550 році Сімадзу Такахіса переніс резиденцію клану з гірського замку Симідзу в новий рівнинний замок Уті. Уті на той час являв собою укріплену резиденцію (яката) площею 100 м². У замок Симідзу він відправив Ідзюін Тадаакі з наказом придушувати повстання супротивників клану і зміцнювати контроль над провінцією.
У 1554 році зумів захопити замок Івацуруґе, завдавши поразки об'єднаним силами кланів Хісікарі, Камо і Кетоін. Цей замок мав лише один вузький підхід, уздовж якого і вівся штурм. Потім Такахіса розпочав кампанію проти кланів Сібуя, Ірікіін і Іто. У 1555 році він зайняв самок Чосахіра, а в 1556 році — замок Мацудзакі. В результаті у Садзуми з'явилася лінія укріплень на північ від Сацуми.
1566 року Сімадзу Такахіса відмовився від влади на користь старшого сина Сімадзу Йосіхіса, але продовжував впливати на політику родинного володіння. Помер від хвороб в 1571 році.